# Monaco i olympiska sommarspelen 1976
Monaco deltog i de olympiska sommarspelen 1976 med en trupp bestående av 8 deltagare. Ingen av landets deltagare erövrade någon medalj.